# Johan Michael Lund
Johan Michael Lund (født 2. september 1753 i Bergen, død 15. maj 1824) var en norsk jurist fra Bergen. I perioden 1786 til 1805 var han lagmand (færøsk: løgmaður) på Færøerne. Derefter vendte han tilbage til Norge, og fra 1807 var han borgmester i Bergen.